# Abbaye de Bonlieu (Loire)
Pour les articles homonymes, voir Abbaye de Bonlieu.
L’abbaye de Bonlieu est une ancienne abbaye cistercienne, fondée au XIIe siècle par des cisterciennes de l'abbaye Notre-Dame de Bellecombe, et qui était située sur le territoire de l'actuelle commune de Sainte-Agathe-la-Bouteresse, dans le département de la Loire.

## Historique

### Fondation
Dès 1110, il est fait mention d'une église paroissiale dédiée à sainte Agathe. En 1199, Guillemette (ou Ermengarde), épouse du comte de Forez Guigues II, fonde sur cette paroisse, dite La Bouteresse, un prieuré de sœurs cisterciennes venues de l’Abbaye Notre-Dame de Bellecombe, près d'Yssingeaux. C'est la troisième implantation cistercienne en Forez (après les abbayes de la Bénisson-Dieu et de Valbenoîte).

### Moyen Âge
Ce prieuré devient abbaye en 1259 ; elle reçoit aux XIIIe et XIVe siècles plusieurs dons de la part des comtes du Forez et de la famille d’Urfé, dont un membre, Arnulphe, semble participer en 1324 à la réfection de l'église abbatiale. Claude d'Urfé, gouverneur et bailli royal du Forez, élève en 1543 un mausolée familial dans l'église abbatiale,.
Cependant, la suzeraineté religieuse des sœurs vient se surajouter à la suzeraineté des seigneurs locaux, et cela amène parfois des conflits entre communautés et entre villageois.

### Destructions et reconstructions
Les bâtiments monastiques (mais pas l'église) subissent plusieurs incendies et sont reconstruits au XIVe siècle, en 1682 et en 1711. L'église paroissiale Sainte-Agathe est elle aussi reconstruite, au XVe siècle.

### La Révolution et leXIXesiècle
En 1790, l'abbaye est fermée et vendue comme bien national. Au XIXe siècle, l’église abbatiale brûle et est complètement détruite. Seule demeure l'église paroissiale Sainte-Agathe,.

### Époque contemporaine
L'abbaye est inscrite au titre des monuments historiques par arrêté du 17 avril 1952. L'arrêté de classement du 12 avril 2023 se substitue à l'arrêté d'inscription.

## L'abbaye

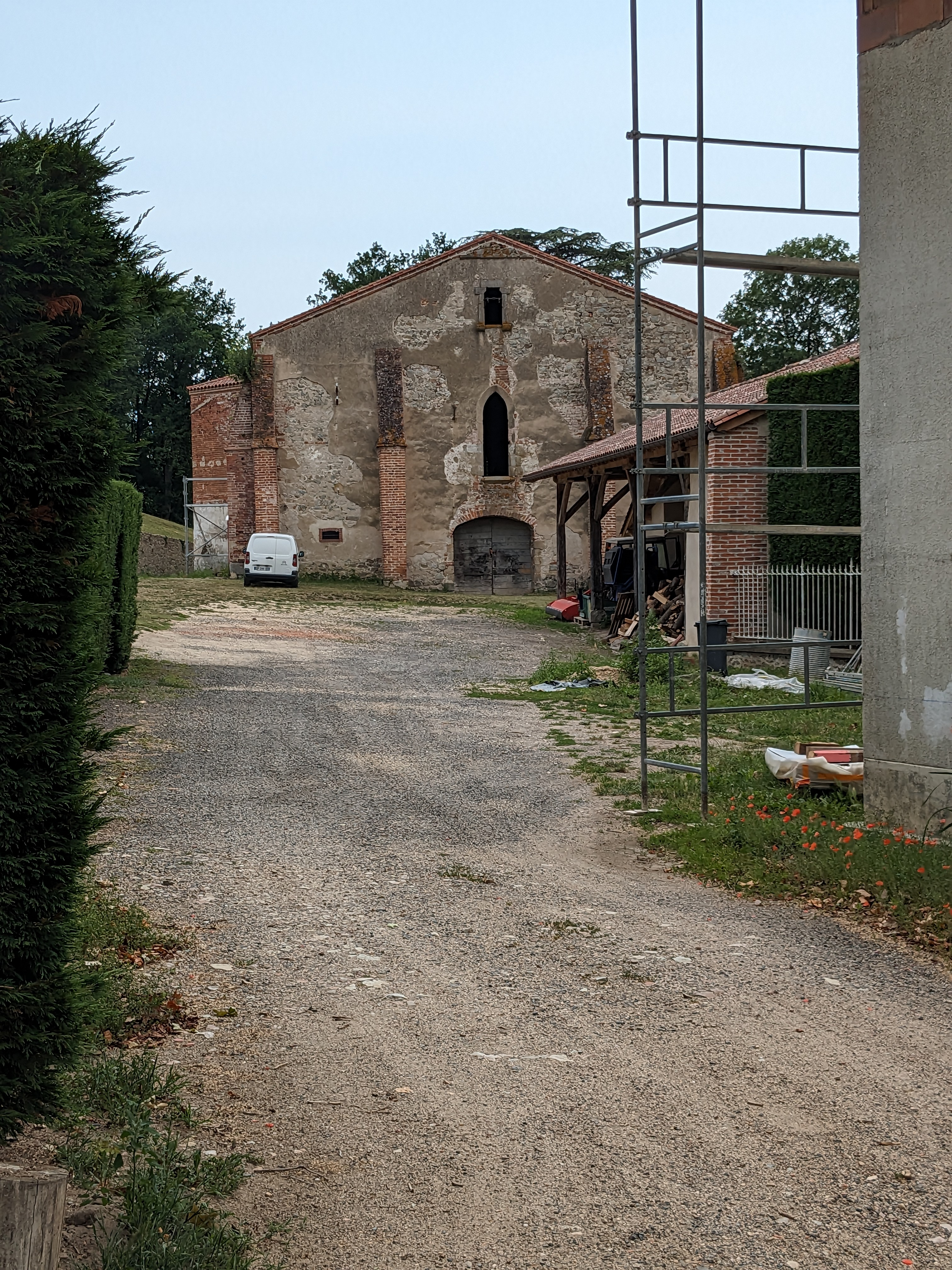
Vue générale de l'ancienne abbatiale et des bâtiments environnants.

L'abbaye de Bonlieu est majoritairement bâtie en briques tirées de la terre du lieu et en pisé. En 1711, après la troisième reconstruction de l'abbaye, celle-ci se compose de deux corps de logis séparés par le canal du moulin, encore visible sur le cadastre de 1826.
L'église, dont les collatéraux ont la même hauteur que la nef, ne respecte pas le classique plan cistercien à chevet plat et deux chapelles de chaque côté du chœur : à Bonlieu ce dernier est heptagonal et se termine par une abside à pans, encadrée de deux absidioles dont l'axe forme un angle de 45° avec celui de la nef. La nef est voûtée d'ogives. Les murs nord, ouest et sud (façade et deux côtés) de l'abbatiale sont en moellons de grès, de calcaire et de granite ; le chevet, ainsi que tous les supports, arcs, ogives, voûtes, encadrements de baies, et contreforts, sont en parements de briques moulées. Les interstices du chevet sont comblés par un blocage de petits moellons de granite et de calcaire, sur un soubassement de moellons.
Outre les bâtiments classés, l'abbaye compte également deux objets classés : une cloche datant du dernier quart du XVIIe siècle, classée le 16 juin 1952 et deux stèles funéraires datant du deuxième quart du XVIe siècle, commandées par Claude d'Urfé en hommage à son épouse Jeanne de Balzac.